# Бюке, Жерар
Жера́р Бюке́ (фр. Gérard Buquet; р. 1954) — французский тубист, музыкальный педагог, дирижёр и композитор, солист камерного оркестра Ensemble Intercontemporain, профессор Парижской консерватории и высшей школы музыки Карлсруэ.

## Биография
Жерар Бюке получил музыкальное образование в консерваториях Страсбурга и Парижа. Помимо консерваторского образования он также дополнительно изучал композицию у Клода Бальифа и Франко Донатони.
С 1976 по 2001 год Бюке играл в парижском камерном оркестре Ensemble Intercontemporain. Кроме того, как приглашённый музыкант он выступал в составе оркестра Парижа, национального оркестра Франции, филармонического оркестра Радио Франции, а также играл в различных джазовых ансамблях.
С 1997 по 1999 год Бюке преподавал камерную музыку в Парижской консерватории, а в 1999 году стал преподавателем класса тубы. С 2000 года он является профессором высшей школе музыки Карлсруэ.
Жерар Бюке — владелец и единственный исполнитель на уникальном инструменте — контрабасовом тромбоне с двумя раструбами (см. фото). Кроме того, он автор композиции «Zwischen» (1997), единственного сочинения, специально написанного для этого инструмента.